# كاني تاناكا
كاني تاناكا (田中カ子؛ 2 يناير 1903 – 19 أبريل 2022 ) هي معمرة فائقة كانت أكبر معمرة في العالم منذ وفاة شِييُو مياكو في 22 يوليو 2018 حتى وفاتها هي بعمر 119 سنوات و107 أيام. في سبتمبر عام 2020، أصبحت كاني أكبر معمرة يابانية على الإطلاق، وكان ذلك بعدما تخطى عمرها عمر اليابانية نابي تاجيما. اليوم تعتبر كاني تاناكا ثاني أكبر معمر مؤكد على الإطلاق بتاريخ العالم.

## حياتها
ولدت تاناكا يوم 2 يناير 1903 في قرية كازوكي في محافظة فوكوكا في اليابان في جزيرة كيوشو الجنوبية. ولدت تاناكا قبل موعد ولادتها وأُرضِعت من قِبَل نساء غير أمها. عملت خلال الحرب العالمية الثانية في محل بيع كعك أرز وأودون وأوشيروكو مع زوجها، هيديو تاناكا، الذي تزوجته في عام 1922; أنجبت كاني 4 أولاد وتبنت الخامس. توفي هيديو وابنها في الحرب واستمرت في العمل بالمتجر حتى سن الثالثة والستين. زارت الولايات المتحدة الأمريكية في السبعينات حيث يعيش عدة من أبناء وبنات إخوتها. لديها 5 أحفاد، الذين أنجبوا 8 أولاد بشكل كلي.
تشمل إهتماماتها الحساب وفن الخط.
في تاريخ 9 مارس 2019 دخلت تاناكا رسميًا موسوعة غينيس للأرقام القياسية كأكبر معمر على قيد الحياة في العالم.

## صحتها وطول عمرها
عانت كاني من عدة أمراض خطيرة خلال فترة حياتها، أصيبت في جيل ال 35 مع إبنتها المتبناة بالحمى نظيرة التيفية. لقد خضعت كاني لعملية من أجل سرطان البنكرياس في عمر ال 45 عام، ولعملية إزالة حصيات المرارة في جيل ال 76 عام، ولعملية جراحة الساد في جيل ال 90 عام. أُصيبت تاناكا بسرطان القولون وعمرها 103 أعوام ونجت منه. كتب ابنها كتابًا عنها وهي بعمر الـ107 يتحدث عن حياتها بعنوان في الأوقات الجيدة والسيئة، 107 أعوام. ظهرت في مقابلة مع قناة كي بي سي اليابانية في سبتمبر 2017 وعمرها 114 عامًا. كاني تعد عائلتها والنوم والتحلّي بالأمل، كالأسباب التي يعود لها الفضل لطول عمرها.